# Castillo de los Este
El Castillo de los Este (Castello Estense, también llamado Castillo de San Michele) es el principal monumento de Ferrara. Es un edificio de ladrillo de planta cuadrada dotado de cuatro torres defensivas y rodeado por un foso de agua, que está situado en el centro de la ciudad. Durante los siglos XV y XVI albergó una extraordinaria colección de pinturas, que luego se dispersó.

## La familia de los Este

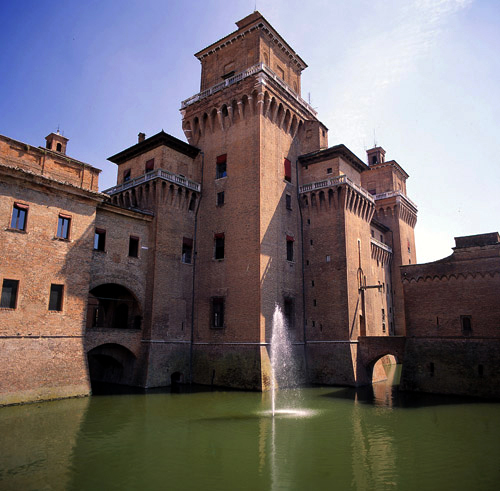
Vista del castillo.

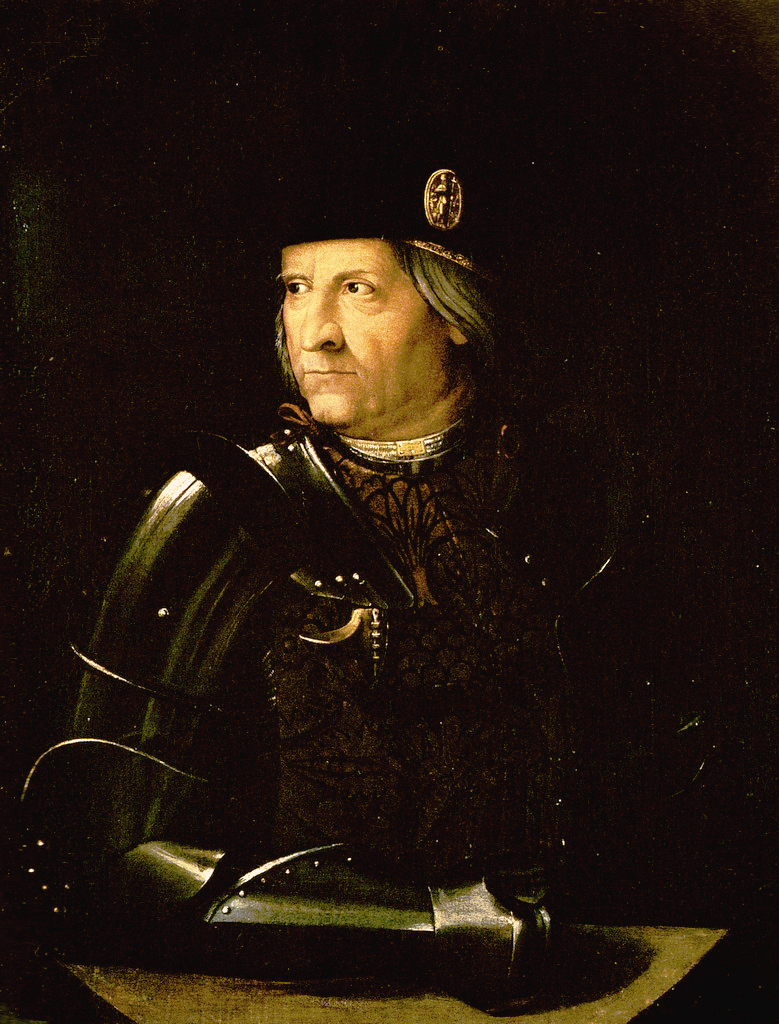
Ercole I.

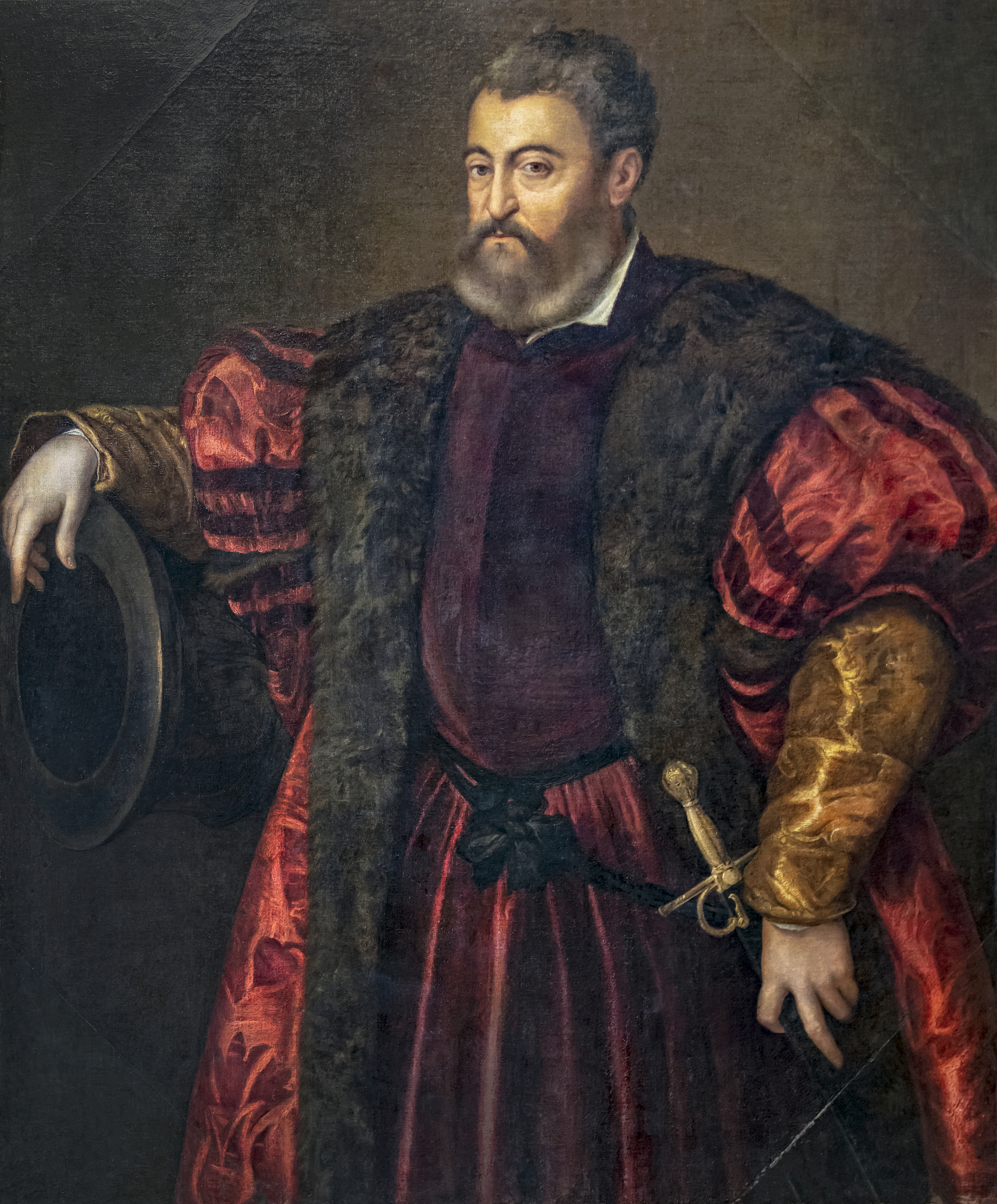
Alfonso I.

Los Este, cuyo apellido deriva de la homónima ciudad del Veneto, su feudo, eran de antiquísimo origen. Las primeras noticias de un antepasado suyo se remontan al siglo IX d. C. El marqués Azzo VI de Este, a consecuencia de cambios internos en Ferrara, se puso a cargo de los güelfos de la ciudad. Obizzo II de Este, todavía niño, fue nombrado señor perpetuo el 7 de febrero de 1264; en los años siguientes obtuvo el mismo título en Modena y Reggio. Llegaron luego largos años de luchas feroces, pero al final del siglo XIII se podría decir que el poder Estense estaba definitivamente consolidado. Empezó entonces el largo señorío que transformó la ciudad en uno de los centros culturales y políticos más importantes de Europa. Nicolás III de Este fue el fundador del prestigio internacional de los Este: hábil político y astuto diplomático, fue elegido como árbitro en numerosas disputas entre Estados y en 1438 acogió el Concilio Ecuménico. Leonelo de Este, alumno de Guarino Veronese, fue un refinado intelectual, amigo de artistas y literatos, mientras su sucesor Borso de Este fue el primero en obtener, por parte del Emperador y del papa, el título ducal.
Hércules I de Este fue uno de los más importantes mecenas de Europa: protegió la música y tuvo en su corte a los principales músicos de la época; fomentó el teatro, amó la arquitectura y a él se debe la construcción de toda la parte norte de Ferrara, proyectada por Biagio Rossetti. Su mujer, Leonor de Aragón, fue una sensata administradora del Estado. Alfonso I de Este, siempre ocupado en las guerras, no dejó de lado las Artes. Su segunda mujer, Lucrecia Borgia, adquirió fama de mujer sensata y honrada. Hércules II de Este, marido de Renata de Francia, tuvo que afrontar el difícil período de la Reforma Religiosa. Alfonso II de Este marcó la decadencia y el fin del poder Estense en Ferrara, pero bajo su principado la corte fue particularmente suntuosa y la vida cultural muy vivaz, guiada especialmente por las mujeres de familia: las hermanas del duque, Leonor y Lucrecia de Este, y su tercera mujer, Margarita Gonzaga. Muerto Alfonso II sin herederos directos, subió al poder su primo Cesare, que descendía de Alfonso I y Laura Dianti. Por estos orígenes ilegítimos, el papa Clemente VIII rechazó al nuevo duque y pretendió la “restitución” de la ciudad a la iglesia. El duque Cesare, abandonado por todos, cedió a las peticiones y en enero de 1598, acompañado por su familia y de una parte de la corte, dejó para siempre Ferrara, dirigiéndose a Módena, que llegó a ser la nueva capital. Por desgracia no pudo llevarse completa la colección de arte y así La bacanal de los andrios y Ofrenda a Venus, dos famosos cuadros de Tiziano fueron requisados por el representante del papa.
Detrás de sí los Este dejaban la memoria de una corte que hubiera sido una de las más importantes de Europa. Imposible nombrar todos los personajes que la frecuentaron, basta recordar algunos de los artistas más importantes. Entre los literatos Francesco Petrarca, Guarino Veronese, Matteo Maria Boiardo, Ludovico Ariosto, Battista Guarini, Giovan Battista Giraldi Cinzio (sobre cuyas obras se inspiró Shakespeare) y el autor de la Gerusalemme liberata, Torquato Tasso. Entre los músicos recordamos Josquin des Prez, Jacob Obrecht, Adrian Willaert, Cipriano de Rore, Carlo Gesualdo de Venosa y Luzzasco Luzzaschi. La pintura tuvo un gran impulso con las visitas de Pisanello, Piero della Francesca y Rogier van der Weyden; se desarrolló una escuela local y continuaron las visitas de artistas importantes. Por la corte trabajaron Cosmé Tura, Ercole Ferrarese, Francesco del Cossa, Lorenzo Costa, Tiziano, Dosso Dossi, Garofalo, Girolamo da Carpi. Y después el arquitecto Leon Battista Alberti y Biagio Rossetti, el maestro de la urbanística moderna, los escultores Domenico de París y Alfonso Lombardi, los tapiceros Karcher.

## Historia del castillo estense

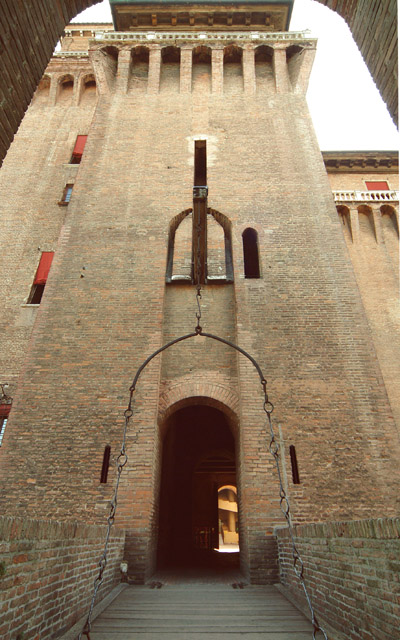
Puente levadizo en la fachada oeste.

Era el 3 de mayo de 1385. El pueblo, exasperado por los impuestos y las inundaciones que lo habían conducido a la ruina, fue al Palacio del Marqués para pedir la entrega de Tommaso de Tortona, el alto funcionario juzgado responsable de la grave situación. Niccolò II intentó durante todo el día reprimir los tumultos, pero por la noche estaba claro que los ánimos continuaban calentándose y que la misma integridad de los Estensi estaba en peligro. Entonces se dio la orden de convocar al desgraciado Tommaso, el cual fue confesado y comulgado, y luego entregado a la masa que lo hizo literalmente trizas.
Este episodio, resuelto más tarde con la muerte de los jefes de los tumultos, convenció al marqués que el Palacio de la familia (el actual Palacio del Ayuntamiento) no era suficiente para garantizar la seguridad de los señores en caso de revueltas. Ordenó por tanto, la construcción de una fortaleza defensiva al lado norte del Palacio, encargando el proyecto al arquitecto Bartolino de Novara. Este utilizó una torre que ya existía (la torre de los leones), que hacía parte del cinturón mural de la época, mucho más al sur del actual, y corría, grosso modo, a lo largo del actual eje de Corso Giovecca – Viale Cavour. La torre fue unida con cortinas a otras tres construidas a propósito. Entre la residencia Estense y la nueva fortaleza fue erigido un puente levadizo (quizás de madera) para consentir la fuga de uno a otro.
La ciudad se expandió y las murallas fueron trasladadas, el castillo perdió su función defensiva y se empezaron a construir apartamentos en su interior, considerándolo ya como un apéndice del Palacio de Corte. A partir de los tiempos de Hércules I de Este se tienen noticias de numerosas construcciones de apartamentos, ampliaciones y embellecimientos de las habitaciones. Los trabajos de transformación definitiva fueron ordenados por el duque Ercole II después de que un incendio, en 1544, dañara las habitaciones existentes. El arquitecto Girolamo da Carpi dio al castillo el aspecto externo que tiene actualmente, mientras que los interiores fueron modificados muchas veces con el paso de los años.
Después de que los Estensi se hubieran ido, en el castillo se estableció la mansión de los Legados Apostólicos que administraban el territorio ferrarese como gobernadores civiles con la duración máxima de cuatro años. Se realizaron pocas transformaciones en la estructura del edificio: la más evidente fue la elevación del revellín norte (las salas que actualmente acogen la cafetería). Después de la Unificación de Italia el castillo fue adquirido por la Provincia, que es aún la propietaria.
En 2006 se inauguró el nuevo montaje expositivo diseñado por Gae Aulenti.

## Exterior

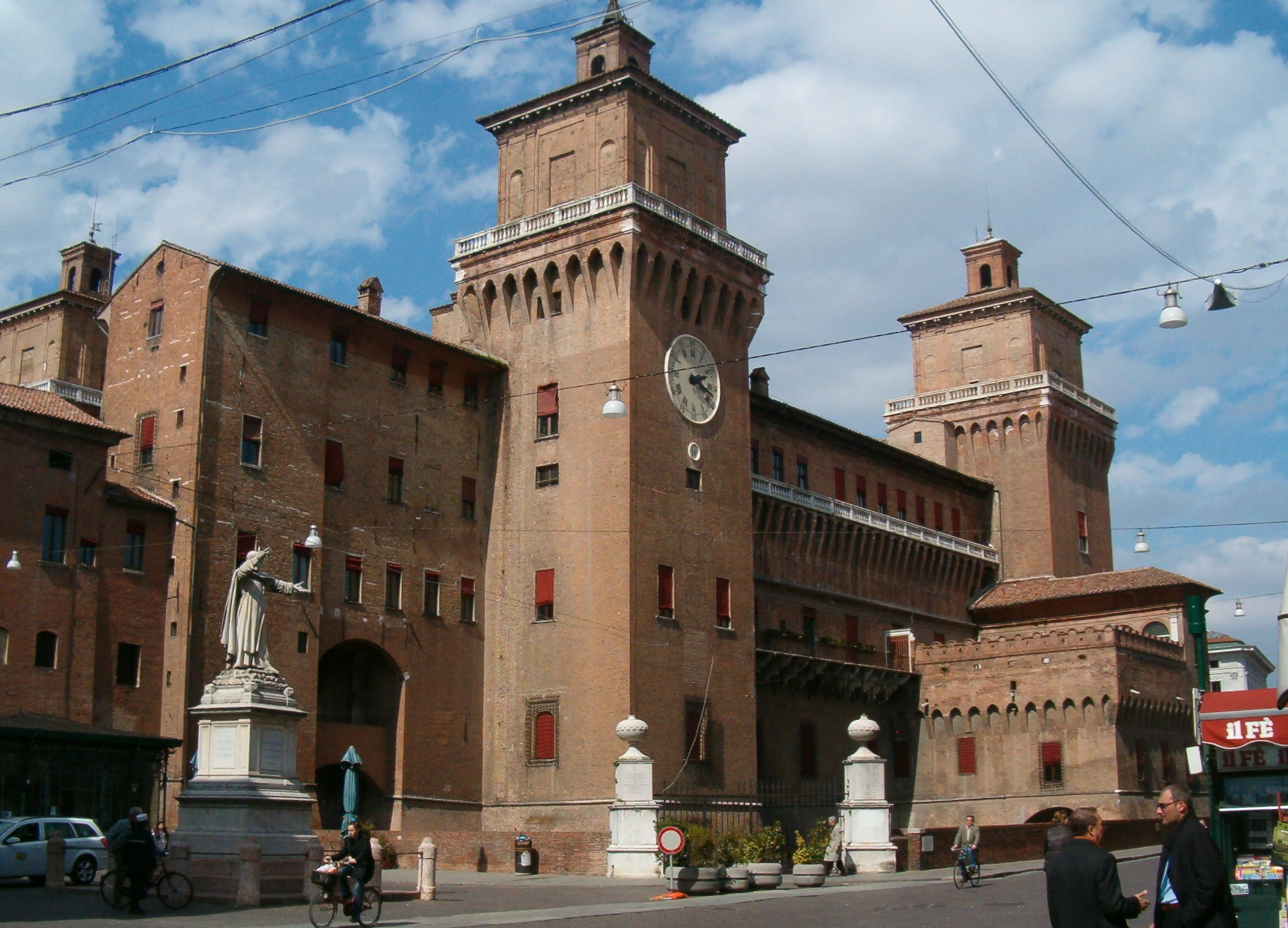

El exterior del castillo presenta esencialmente el aspecto dado por Girolamo da Carpi en la segunda mitad del mil quinientos. Rodeado por un foso, tiene tres entradas con puentes levadizos, precedidos de revellines en mampostería. La cuarta entrada, hacia el este, fue sacrificada para dejar sitio a las cocinas. La parte más baja del edificio aún recuerda a una fortaleza medieval; mientras que en la parte superior Carpi sustituyó el almenaje por elegantes terrazas de piedra blanca, elevando luego la construcción un piso, cubierto por un tejado en declive. Las torres fueron estilizadas con la construcción de miradores. El patio, hoy día bastante austero, estaba pintado al fresco, como se ve aún en algunas partes. En particular, arriba estaban retratados todos los antepasados (verdaderos y legendarios) de los Estensi: los únicos frescos supervivientes, bastante derruidos pero legibles, han sido destacados y puestos bajo el pórtico en el lado este del patio. Los pozos estaban destinados al abastecimiento de agua en caso de asedio, mientras las bolas de piedra redondas, que se ven en algunas partes, eran municiones de catapulta.

## Planta baja

### Sala gótica

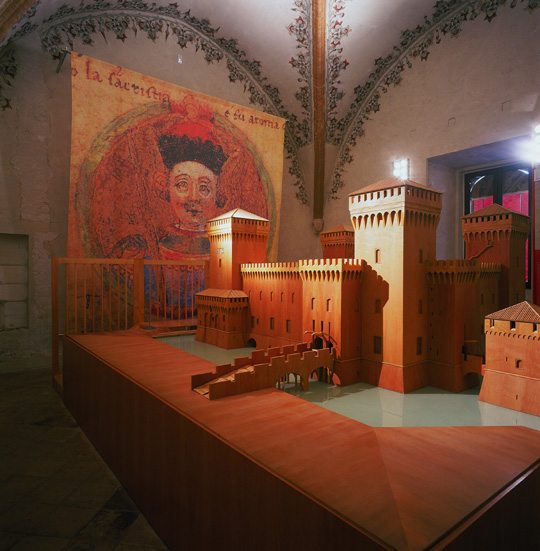
Sala gótica.

Se trata de la primera de una serie de cuatro sugestivas habitaciones con techo en bóveda de artista. La primera es ciertamente la más bella, con una rica decoración a racimos floridos que corre a lo largo de las nervaduras de la bóveda. La habitación está dedicada a Niccoló II de los Este (cuyo retrato destaca frente a la entrada), constructor del castillo. En el centro se encuentra una magnífica reconstrucción en madera de la fortaleza en los primeros años de su existencia. Las tres salas siguientes están dedicadas a los marqueses Alberto y Niccoló III, Leonello, y a Borso, primer duque de la dinastía. Una serie de paneles ilustran la vida política y cultural del período.

### Cocinas
El revellín este del castillo fue utilizado, agrandándolo, para alojar las cocinas de la corte. La primera de las dos habitaciones, larga y estrecha, muestra los rastros de las dos distintas funciones, militar y civil, habidas a lo largo del tiempo: frente a la entrada se encuentra un humero de cocina, mientras que a lo largo de las paredes se encuentran algunos ventanucos para los arqueros, algunos de los cuales están tapiados y por tanto ya inútiles.
En el segundo ambiente, mucho más ancho y luminoso, han sido reconstruidos algunos hornos. Sobre una pared se destaca el retrato de Cristoforo da Messisbugo, el más célebre trinchante de los Estensi (el trinchante era el empleado encargado de muchos aspectos prácticos de la vida de corte, organizando espectáculos, dirigiendo las cocinas, aprontando lo necesario para los desplazamientos por y para las residencias de campo).

### Sala del Cordolo
Viene así llamada debido a la imposta de mármol que corre a lo largo de la pared derecha, abajo: se trata de la imposta exterior de la torre de los leones, después englobada en la estructura del castillo. La habitación servía probablemente de puesto de guardia.

### Prisión de Don Julio
Poco después de haber embocado un estrecho pasillo se encuentra, a la izquierda, la puerta baja y profunda que conduce a este ambiente, un tiempo destinado a cárcel y quizás también a sala de tortura. Sobre la pared derecha se ven aún escrituras realizadas por los prisioneros en el siglo XVI, entre las cuales hay un tablero redondo en el cual, en los cuadrados blancos, se lee entre otras cosas: “Yo soy el desgraciado Marco [...] privado de su libertad”. En esta prisión fue encarcelado por largos años también Julio d’Este, hermano natural de Alfonso I y protagonista de tan desafortunado y célebre caso.
Julio y el cardenal Hipólito, hermanos de Alfonso I, estaban divididos debido a rencores de larga duración. Ambos se enamoraron de la misma dama, probablemente Angela Borgia, prima de la duquesa Lucrezia. La bella y cortejadísima joven prefería a Julio y un día tuvo que afirmar públicamente que solo los ojos de su favorito valían más que toda la persona del cardenal. La furia del orgulloso y creidísimo Hipólito llegó a su punto máximo. Pasaron algunos días y en los campos cerca del Palacio de Belriguardo los dos hermanos se encontraron. Julio, por su mala suerte, estaba solo y ¡nada pudo hacer cuando el cardenal ordenó a sus siervos atraparlo, matarlo y sacarle los ojos! La cruel orden no fue terminada, pero Julio fue golpeado a sangre y perdió el uso de un ojo. Desde aquel momento empezó a tramar la muerte de Hipólito y para lograrlo, en su intento juntó sus esfuerzos a los de otro hermano, Fernando, que ambicionaba eliminar al duque para tomar su posición. La conjura fue conducida torpemente y pronto fue descubierta: todos los aliados de los dos príncipes fueron condenados a muerte, mientras a ellos la condena les fue “generosamente” transformada en cárcel de por vida. Era el año 1506 cuando los dos fueron encerrados en los calabozos del castillo. Fernando murió allí. Julio sobrevivió hasta ver la luz de la libertad en 1559, por gracia de Alfonso II. Había cumplido los 81 años, 53 de los cuales recluido.

### Prisiones de Ugo y Parisina

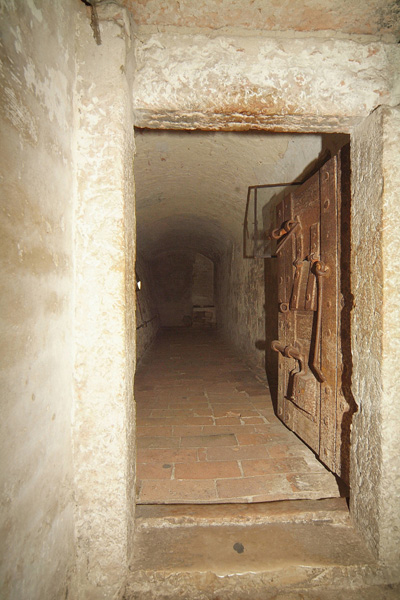
Celda de Parisina.

Retomando el pasillo que gira alrededor de la prisión se alcanza bien pronto una empinada escalinata que conduce a las celdas que alojaron a los infelices amantes protagonistas de una de las páginas más dramáticas de la historia Estense.
Parisina Malatesta, segunda mujer del marqués Niccoló III, libertino y mucho mayor que la esposa, siete años después de la boda, terminó por enamorarse, y fue correspondida, del hijastro Ugo, que el marqués había tenido de Stella de los Tolomei. Los dos jóvenes fueron descubiertos, sometidos a un rápido juicio y al final decapitados. Era el año 1425, Parisina tenía veinte años, Ugo aún diecinueve.
Bajada la escalinata, a la izquierda se encuentra la celda de Parisina. Siguiendo el pasillo se alcanza la de Ugo; en esta última se notan, sobre el tejado, las escrituras hechas por unos prisioneros con el humo de las velas.

### Rampa de las artillerías
Saliendo de las prisiones se sube una breve escalera que conduce a una planta inclinada pavimentada con ladrillos, un tiempo utilizada para llevar las artillerías sobre las explanadas de la fortaleza. Hoy sirve para llegar al primer piso.

## Planta primera

### Galería
Subida una breve escalinata moderna, se llega en un luminoso ambiente, Las Cortes, donde quedan pocos rastros de decoración. Aquí son ampliamente descritas las historias de los duques y de las duquesas Estensi y de sus intervenciones en la estructura del Castillo. La visita a los apartamentos ducales y apostólicos empieza aquí.

### Loggia y jardín de los naranjos

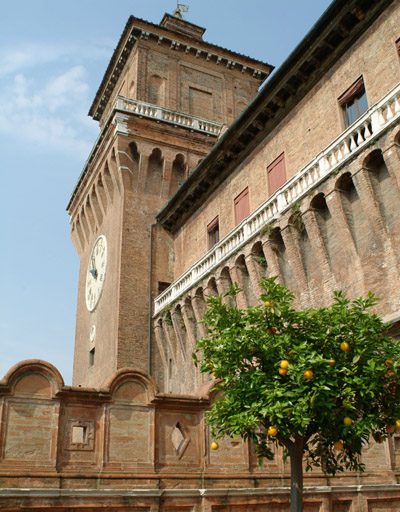
El jardín de los naranjos.

El jardín de los naranjos asumió las dimensiones y las características actuales con Alfonso I y evoca prepotentemente la presencia de la corte que se asomaba, y no era vista, para admirar la ciudad entre perfumes de azahar. La muralla del jardín pénsil fue construida sobre el proyecto de Girolamo da Carpi, en la segunda mitad del siglo XVI. Los documentos de archivo son pródigos en noticias sobre el jardín pénsil que permiten reconstruir sus distintas disposiciones: desde los caminos de tierra con grandes cuadros de plantas anuales, a la instalación del mil setecientos sólo con plantas de cítricos en tiesto cuidadas en invierno por la logia utilizada como invernadero.

### Camerino dei Baccanali

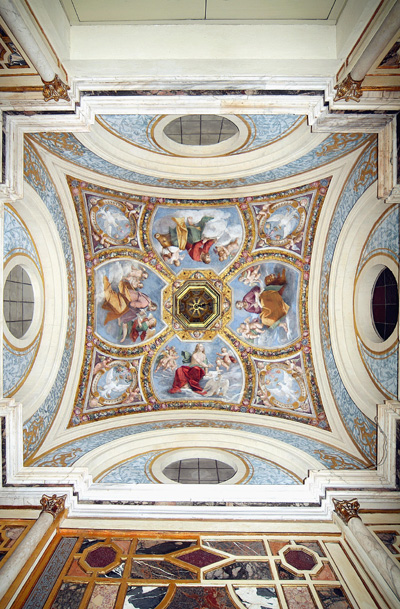

Pequeña habitación de pasaje en un tiempo pintada entera, sobre la pared derecha aún presenta tres escenas inspiradas en el mito de Bacco, el triunfo de Arianna, la vendimia, el triunfo de Bacco.

### Capilla ducal
Pequeño ambiente de elegantes líneas geométricas, estaba destinado a las oraciones privadas. Una antigua tradición cuenta que Renata de Francia, la duquesa de simpatías calvinistas, ordenó esta particular decoración, sin imágenes sagradas. Hipótesis sugestiva, pero que el techo contradice, donde están pintados los cuatro evangelistas y el águila blanca de los Estensi.

### Sala de la aurora

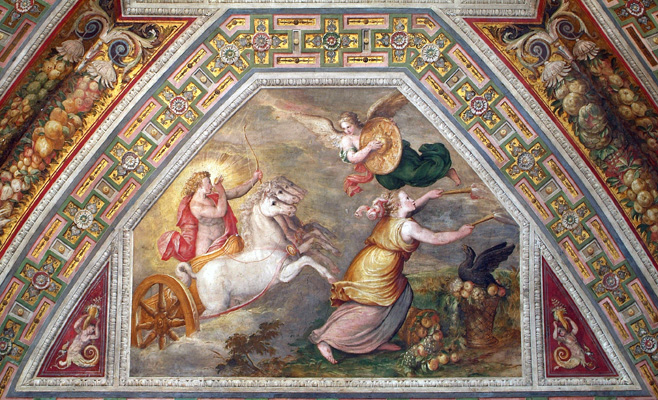

Se encuentra en el interior de la torre de los leones. En el suntuoso techo están representadas las cuatro partes del día: a la derecha de quien llega desde la capilla se encuentra la Aurora: una joven diosa alada que avanza tirando por las riendas de los caballos del carro del sol. Procediendo luego en el sentido horario se encuentra el Día donde el carro del sol sigue su camino en todo su esplendor, precedido de Aurora con dos antorchas en las manos; la Puesta del Sol con el carro del sol que se aleja hacia el horizonte; la Noche donde Diana con su disco lunar en la frente alcanza al amante Endimión. En el centro, un viejo sentado entre las Parcas, diosas de la vida y de la muerte, representa el tiempo. Debajo una larga teoría de amorcillos avanza sobre carros arrastrados por cada tipo de animal. Los grandes espejos que caracterizan esta sala y las dos siguientes fueron requeridos por la curadora de la restauración, Gae Aulenti, en memoria del nombre de estos ambientes recordados en los documentos como “Apartamento del espejo”.

### Salita de juegos

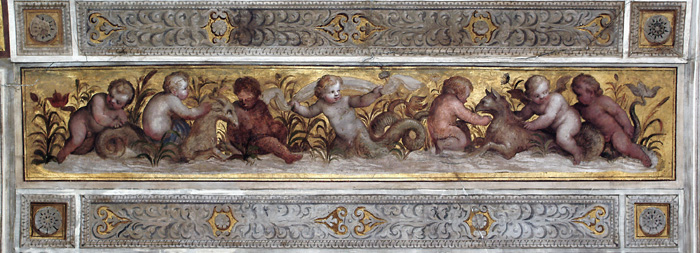
Escena de juegos infantiles.

El techo está decorado, en el centro, con el corro de las cuatro Estaciones, y todo alrededor de los frescos con escenas de “juegos” de la antigua Roma; en la pared larga interna una bacanal, en frente se encuentra la lucha con los cestos, una especie de boxeo en el cual los contendientes tenían en torno a las manos vendajes llamados, justamente, “cestos”. Sobre las dos paredes cortas están representadas luchas de gladiadores. Debajo, escenas de juegos infantiles en el estilo pictórico de la antigua Roma.

### Salita de la torre de los leones
Desde la cámara se sube hasta las barandillas de la torre de los leones, desde las cuales se puede admirar el panorama de Ferrara desde arriba, distinguiendo fácilmente los mayores monumentos de la ciudad.

### Salita de los venenos
Parece que fue en su origen utilizada por el farmacéutico de la corte para producir medicamentos y, según algunos, también los venenos utilizados contra los enemigos públicos. El techo es del mil novecientos y representa Italia rodeada por los símbolos de las conquistas del período fascista.

### Salón de juegos

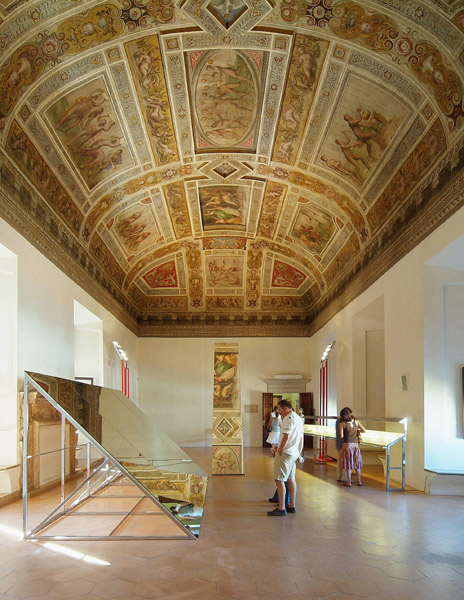
Salón de juegos.

La gran sala era destinada a entretenimientos nocturnos, como conciertos o juegos. El techo está dividido en once recuadros, cada uno continente una escena de deporte, según el gusto del duque Alfonso II. No todos son de factura igualmente buena: los más preciosos, al lado del patio, son obras de Sebastiano Filippi llamado Bastianino y representan, de izquierda a derecha, la lucha libre, el lanzamiento de piedras y la lucha greco-romana. Los atletas están desnudos en homenaje a las tradiciones de la antigua Grecia. También de Bastianino es la natación en la pared corta cerca de la lucha greco-romana.
Se atraviesa el hueco de una escalinata interna para llegar a algunas salas que acogen servicios para el turista. No se olvide de llegar, al fondo de la cafetería, a la terraza cubierta deseada por los Legados Apostólicos, desde la cual se goza la mejor vista de las tres arterias principales de la ciudad.

### Cámara de la torre de Santa Catalina
Un tiempo fue la primera habitación del “Apartamento de la Paciencia”, deseado por Ercole II. Presenta una decoración tardía, con techo neo-renacentista; en el friso se encuentran las representaciones de los signos zodiacales. La habitación está dominada por una enorme reproducción de un panorama del mil setecientos de Ferrara en alzado, de Andrea Bolzoni.

### Antecámara de la galería
Antiguamente precedía a una larga galería deseada por Ercole II del tipo de aquellas grandes que los soberanos de la época hacían erigir en las propias residencias. El techo neo-renacentista, presenta en el friso algunos emblemas heráldicos de los Este. El ambiente está dominado por un gran panel que reproduce un grabado antiguo: se puede ver Ferrara, con el Po en primer plano todavía navegable. Al final de la plaza principal (a la derecha se ve la catedral, a la izquierda el palacio ducal detrás del cual aparecen las torres del castillo) se ve una puerta que la cierra. En otros puntos, detrás de la población, aparecen antiguas murallas. Arriba, en cambio, se ve una segunda y amplia fortificación que rodea una zona escasamente poblada. Ferrara está aquí retratada al final del siglo XV, cuando el arquitecto Biagio Rossetti había empezado el engrandecimiento de la ciudad deseado por Hércules I de Este (addizione Erculea) y la nueva fortificación ya había sido erigida al norte, mientras aquella vieja esperaba a ser demolida.

### Sala de Étore y Andrómaca
Fue sacada acortando la galería. En el siglo XIX el Cardenal Tommaso Benetti hizo decorar el techo con una escena épica: Héctor se despide de su hijo y de su mujer Andrómaca (Ilíada, VI). El gran panel reproduce un fresco con la representación de los territorios Estensi: el ducado de Ferrara al centro, Módena y Reggio a la izquierda.

### Sala de la galería
Lo que queda del gran ambiente ha perdido todo rastro de decoración. En principio, sobre las paredes estaban pintados al fresco panoramas de las ciudades del ducado. Los paneles están dedicados a las residencias de entretenimiento y placer de los Este, las así dichas “Delizie”. El gran panel sobre el techo reproduce el territorio ferrarense en la época napoleónica.

### Sala delle Bonifiche
Dedicada a las obras de saneamiento y de recuperación del territorio a lo largo de los siglos.

### Sala della Torre di San Paolo
Elegante ambiente con decoraciones grutescas del período neoclásico, con medallones y divinidades.

### Anticamera del Governo
En este pequeño ambiente esperaban los que pedían audiencia al duque. El techo está ricamente pintado al fresco. El suelo es de época estense.

### Sala del Governo

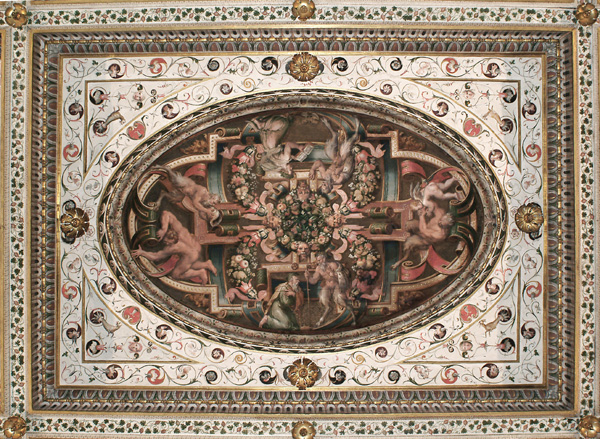

Deseada por Ercole II de Este (1534-1559) para desempeñar los asuntos de gobierno, presenta aún el espléndido techo original a lacunares pintados y dorados, uno de los más bellos de este género en toda Italia. En el centro, en el gran óvalo, hay una representación del mito de Pan. Otras representaciones mitológicas se encuentran en los otros recuadros: todo tiene que ser leído como una celebración del príncipe y de su buen gobierno.

### Sala della Devoluzione
El techo, del mil ochocientos, representa la devolución de Ferrara, o sea, su paso desde el poder estense al pontificio, sucedido en 1598. Las cuatro representaciones se leen en sentido horario, a partir del lado de la sala del gobierno: en la primera Lucrezia de Este, enviada del duque de Ferrara, conversa con el Cardenal Aldobrandini, nieto del Papa; en primer plano dos secretarios redactan la conversación que será luego firmada por los dos plenipotenciarios. En la segunda el duque Cesare de Este, rodeado por dignatarios, sale a caballo de la ciudad perdida para dirigirse a Módena, declarada nueva capital de sus Estados. En la tercera el Cardenal Aldobrandini llega a Ferrara el día siguiente de que el duque hubiera partido. En la cuarta, al fin, una de las tantas celebraciones organizadas en honor del Papa Clemente VIII que había venido a tomar posesión de la ciudad: en el foso del castillo algunas mujeres de Comacchio compiten en velocidad sobre las típicas embarcaciones de laguna, las “batane”.

### Sala dei Paesaggi
Toma el nombre del friso decorado con preciosos frescos de paisajes realizados en mil setecientos de autor desconocido (quizás Giuseppe Zola).

### Galleria
Utilizada como sala de acogida cuando aquí se encontraba la Residencia del Prefecto, está ricamente decorada con grutescas neo-renacentistas.

### Sala delle Geografie o Marchesana
Está situada en la torre marquesana o del reloj. Las espléndidas cartas geográficas del territorio ferrarese fueron realizadas en el 1709-1710. Se puede notar la enorme extensión de las zonas de agua y pantanos, hoy en buena parte desaparecidas a consecuencia de los grandes saneamientos.

### Sala degli Stemmi
Presenta una doble decoración del período pontificio. La más antigua está constituida por una larga serie de blasones con tiara papal y llaves de San Pietro: una parte está ocupada por los escudos de armas de los papas desde Clemente VIII (1598-1605) hasta Pio VI (1775-1779), los demás están vacíos.
Dejabo se encontraba una decoración con los emblemas de los cardenales Legatos Aposólicos, que tenían en el castillo su residencia: están visibles algunos en la parte de arriba, en la parte alta de las cuatro paredes. 

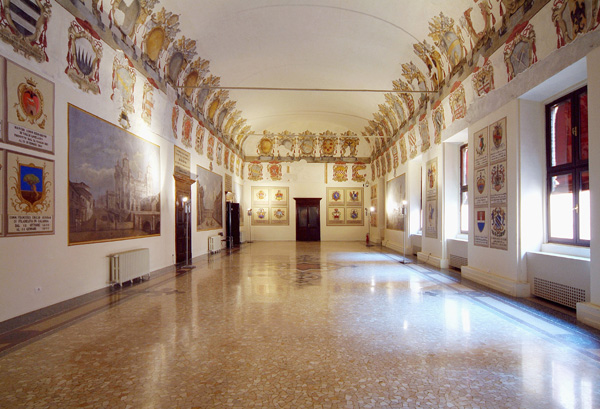

La parte baja está, por el contrario, ocupada por una decoración realizada en 1857 con ocasión de la visita de Papa Pío IX, escondiendo completamente las pinturas precedentes. Aún se ven escudos y algunos panoramas del territorio de Ferrara de entonces: las ciudades de Ferrara (el castillo), Comacchio (los “Trepponti”), Cento (la plaza principal) y Lugo de Romagna (los pórticos), la abadía de Pomposa y Bagnacavallo. Saliendo de la sala se emboca el escalón helicoidal del mil Quinientos que conduce al patio.